# Ayaşlı İsmail Pascià
Ayaşlı İsmail Pascià, conosciuto anche come Nişancı Ismail Kemalettin Pascià (Ayaş, 1620 – Rodi, 18 aprile 1690), è stato un politico ottomano.

## Primi anni
Nacque ad Ayaş (nella odierna provincia di Ankara, in Turchia) nel 1620. Dopo aver lavorato nella amministrazione ottomana con vari incarichi, si dimise dall'incarico di beilerbei (governatore ottomano) dell'Eyalet di Rumelia (Tracia orientale). Tuttavia, rientrò nel servizio governativo nel 1678 come nişancı. Era descritto come un uomo mite, una qualità anacronistica in quell'era dell'Impero Ottomano.

## Gran visierato
L'Impero Ottomano era impegnato in una lunga e costosa guerra contro i paesi della Santa Alleanza nella cosiddetta Grande Guerra Turca. Dopo una serie di fallimenti militari, Costantinopoli, la capitale dell'impero, cadde nel caos. Il gran visir Abaza Siyavush Pascià fu ucciso dai ribelli e Ayaşlı Ismail Pascià diventò il gran visir ad interim per una settimana. Il 2 marzo 1688 fu nominato gran visir a pieno titolo dal sultano Solimano II. Il suo mandato, tuttavia, fu molto breve (solo 61 giorni). Durante questo periodo, tentò di arginare la corruzione, guadagnandosi molti nemici nel palazzo. Il suo principale nemico era Köprülü Fazıl Mustafa Pascià (un futuro gran visir), che era il cognato del defunto gran visir Abaza Siyavush Pascià. Dopo gli intensi sforzi di Fazıl Mustafa Pascià, Ismail Pascià fu licenziato dal sultano Solimano II il 2 maggio.

## Morte
Ismail Pascià fu imprigionato a Kavala (nella Grecia attuale) e poi esiliato nell'isola di Rodi (Grecia). Il gran visir in carica, Köprülü Fazıl Mustafa accusò Ayaşlı Ismail Pascià di aver confiscato il patrimonio di Abaza Siyavush Pascià chiedendone la restituzione in cambio della grazia. Ayaşlı Ismail Pascià rigettò tutte le accuse e pertanto Fazıl Mustafa Pascià lo fece giustiziare nello stesso anno, nell'aprile 1690.